# Matthew Axelson
Pour les articles homonymes, voir Axelson.
L'opérateur sonar, le deuxième classe Matthew Gene Axelson (25 juin 1976, Cupertino en Californie - 28 juin 2005) était un Seal américain qui reçut la Navy Cross pour ses actions au cours de l'Opération Red Wings.

## Biographie

### Jeunesse
En 1994, il est diplômé de la Monta Vista High School et suit un master en science politique à l'Université d'État de Californie à Chico. Il se marie avec Cindy en décembre 2003.

## Carrière militaire
Axelson a rejoint la marine américaine en 2000 comme opérateur de sonar. Il commence sa formation dite "Basic Underwater Demolition/SEAL (BUD/S)" avec la promotion 237 à Coronado, en Californie. Il est envoyé en Afghanistan en avril 2005.

### Combat en Afghanistan
Le 28 juin 2005, le SEAL Team 10 reçoit pour mission la localisation et l'élimination d'un haut dirigeant taliban, Ahmad Shah (en). Un commando composé de quatre hommes, Michael P. Murphy, Marcus Luttrell, Danny Dietz (en) et Axelson est héliporté dans les montagnes de l'Hindou Kouch. Axelson et Luttrell sont les tireurs d'élite de l'équipe alors que Danny Dietz et Murphy opèrent en qualité d'observateurs.
Durant la phase d'observation, le commando est découvert par hasard par trois éleveurs de chèvres. Les Seals les tiennent en joue et tergiversent pour déterminer ce qu'ils vont faire d'eux. La logique militaire en opération commando d'infiltration suppose la sauvegarde du secret de la mission, et donc l'élimination des trois éleveurs de chèvres susceptibles de révéler leur présence et leur position à l'ennemi. Au terme d'un vote, les SEALS décident toutefois de les laisser partir plutôt que de les exécuter afin d'éviter une bavure sur des civils innocents. Conscient que les bergers peuvent alerter l'ennemi, le commando interrompt momentanément sa mission et opère un retrait. Le choix sera toutefois fatal : une fois libérés, les trois éleveurs de chèvres alertent les insurgés talibans dirigés par Ahmad Shah. Très rapidement, plus de 80 d'entre eux (l'estimation varie de 80 à 200 combattants talibans) prennent en chasse le commando américain et un violent combat s'ensuit.
Axelson a tenu le flanc gauche de la position durant toute la journée, même après avoir été touché à la poitrine par une balle. Dietz sera le premier SEAL à tomber avant qu'Axelson ne reçoive un tir en pleine tête. Le lieutenant Murphy périt à son tour non sans avoir courageusement passé un appel radio à découvert. Luttrell restera auprès d'Axelson agonisant, ce dernier ne pouvant presque plus tenir son arme. Ces derniers mots seront « Reste en vie Marcus. Et dis à Cindy que je l'aime », avant que les deux hommes ne soient soufflés par une roquette de RPG qui explose près d'eux.
Luttrell réussira à survivre de ses graves blessures grâce à quelques villageois pachtounes locaux et sera exfiltré cinq jours plus tard. Lorsque les Américains vinrent récupérer le corps d'Axelson, celui-ci reposait à une centaine de mètres de l'endroit indiqué par Luttrell. Il ne lui restait qu'un chargeur (sur les trois qu'il possédait encore), prouvant que l'homme s'était relevé et avait continué à se battre jusqu'à la fin.

## Récompenses militaires
- Navy Cross
- Purple Heart

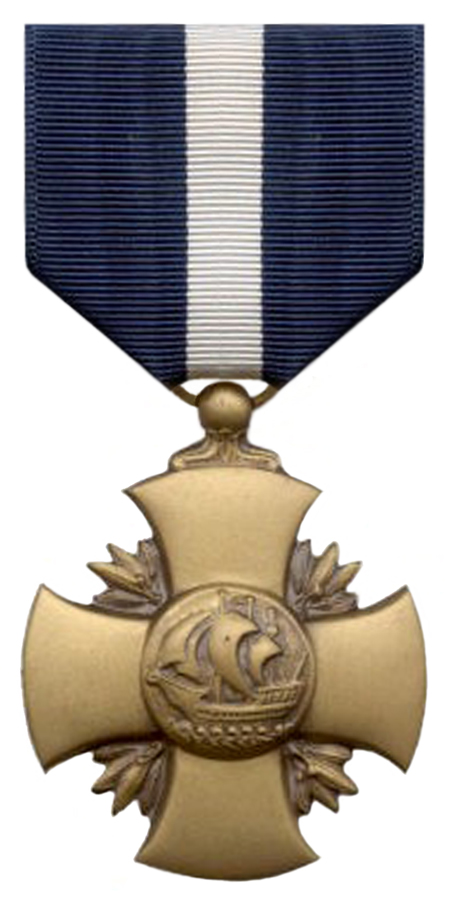
Navy Cross

- Navy and Marine Corps Commendation Medal